# Sigismondo Pappacoda
Sigismondo Pappacoda (né le 23 mars 1456 à Naples, dans l'actuelle région Campanie, alors capitale du royaume de Naples et mort le 3 novembre 1536 dans la même ville) est un cardinal italien du XVIe siècle.

## Biographie
Sigismondo Pappacoda est nommé évêque de Venosa en 1493 et est transféré au diocèse de Tropea. 
Le pape Clément VII le crée cardinal lors du consistoire du 21 novembre 1527.